# Jon Aramburu
Pour les articles homonymes, voir Aramburu.
Jon Aramburu, né le 23 juillet 2002 à Caracas, est un footballeur international vénézuélien qui évolue au poste d'arrière droit à la Real Sociedad.

## Biographie

### Carrière en club
Né à Caracas en Venezuela, Jon Aramburu est formé par le Deportivo La Guaira, où il commence sa carrière professionnelle en championnat du Venezuela. Il joue son premier match avec l'équipe première du club le 23 février 2020.
Le 3 août 2022, il signe pour la Real Unión en Primera Federación pour deux saisons, avec une troisième année en option,.
Aramburu joue trente-trois matches en championnat avec le club espagnol, lors de la saison 2022-2023, où il marque trois fois et délivre deux passes décisives.
Le 1er août 2023, la Real Sociedad officialise la venue de Aramburu au sein du club pour une durée de trois ans. Il a été recruté pour jouer dans un premier temps avec l'équipe réserve, la Real Sociedad B, qui évolue en Priméra División RFEF (troisième division) .

### Carrière en sélection
Aramburu est international dès les moins de 17 ans avec le Venezuela,, puis avec les moins de 21 ans. Il possède également la nationalité espagnole.
En juin 2023, Jon Aramburu est convoqué pour la première fois avec l'équipe senior du Venezuela. Il honore sa première sélection le 18 juin 2023, remplaçant Yeferson Soteldo lors d'une victoire 0-1 en match amical contre le Guatemala,.

## Statistiques

### En sélection nationale
| Saison                | Sélection             | Phases finales        | Phases finales | Phases finales | Phases finales | Éliminatoires CDM | Éliminatoires CDM | Éliminatoires CDM | Matchs amicaux | Matchs amicaux | Matchs amicaux | Total | Total | Total |
| Saison                | Sélection             | Compétition           | M              | B              | Pd             | M                 | B                 | Pd                | M              | B              | Pd             | M     | B     | Pd    |
| --------------------- | --------------------- | --------------------- | -------------- | -------------- | -------------- | ----------------- | ----------------- | ----------------- | -------------- | -------------- | -------------- | ----- | ----- | ----- |
| 2022-2023             | Venezuela             | -                     | -              | -              | -              | -                 | -                 | -                 | 1              | 0              | 0              | 1     | 0     | 0     |
| 2023-2024             | Venezuela             | Copa América 2024     | 3              | 0              | 2              | 0                 | 0                 | 0                 | 2              | 0              | 0              | 5     | 0     | 2     |
| 2024-2025             | Venezuela             | -                     | -              | -              | -              | 1                 | 0                 | 0                 | -              | -              | -              | 1     | 0     | 0     |
| Total sur la carrière | Total sur la carrière | Total sur la carrière | 3              | 0              | 2              | 1                 | 0                 | 0                 | 3              | 0              | 0              | 7     | 0     | 2     |